# 頭分林
頭分林，原寫為頭份林，是臺灣新竹縣橫山鄉的一個傳統地域名稱，位於該鄉中部偏西南。相較於今日行政區，其範圍大致為橫山村東南部。

## 歷史
台灣清治末期至日治初期，頭分林地區為一街庄，稱為「頭份林庄」，隸屬於竹北一堡。該庄昔日北以油羅溪分流與大肚庄為界，東與油羅庄為鄰，南邊為大山背庄、田藔坑庄，西邊為橫山庄。
1901年（日治明治三十四年）11月，全台廢縣廳改設二十廳，該庄隸屬於新竹廳。1909年（明治四十二年）10月，合併二十廳為十二廳，該庄隸屬不變。1920年（大正九年），廢十二廳改設五州二廳，該庄改制並雅化為「頭分林」大字，隸屬於新竹州竹東郡橫山庄，大字下有「頭分林」、「粗坑」小字名。
戰後橫山庄改制為橫山鄉，隸屬於新竹縣，大字亦改制為村。1950年桃、竹、苗分治，橫山鄉隸屬不變。

## 交通
鄉道竹34線是崁頭至大山背的道路，大致以西北－東南走向蜿蜒經過頭分林地區北部及東北部，向西北可前往橫山地區的崁頭並止於鄉道竹33線路口，向東南可前往大山背地區並止於鄉道竹35線路口。
鄉道竹35-1線（橫豐產業道路）是頭分林至騎龍的道路，其北側端點位於本地區西北部的頭分林聚落鄉道竹34線路口，由此向南轉東南蜿蜒經過大山背地區並止於濫子地區東北部的鄉道竹35線路口。